# فاديم رودينا
فاديم رودينا (بالأوكرانية: Родіна Вадим Васильович)‏ هو لاعب كرة قدم أوكراني في مركز الدفاع، ولد في 24 مارس 1988 في كييف في أوكرانيا. شارك مع منتخب أوكرانيا تحت 19 سنة لكرة القدم ومنتخب أوكرانيا تحت 21 سنة لكرة القدم. أما مع النوادي، فقد لعب مع دينامو كييف.

## وصلات خارجية
- فاديم رودينا على موقع اتحاد أوكرانيا (الإنجليزية)
- فاديم رودينا على موقع قاعدة بيانات كرة القدم.إي يو (الإنجليزية)
- فاديم رودينا على موقع Soccerway.com (الإنجليزية)